# Джонні Гарріс
Джонатан «Джонні» Гарріс (англ. Jonathan "Jonny" Harris) — канадський актор і комік з Ньюфаундленда і Лабрадора. Гарріс є найбільш відомим за виконанням ролей у телесеріалі Розслідування Мердока, телевізійних програмах Still Standing і Hatching, Matching and Dispatching, а також фільмах Молодий Тріффі, Зворушливий день, Зростання кінозірки.

## Біографія
Гарріс працював протягом п'яти років на театральному фестивалі «Відродження» у Триніті (Ньюфаундленд і Лабрадор). Крім роботи на телебаченні та в кіно, він також виступав як комік на фестивалі комедії у Вінніпезі, фестивалі Just for Laughs та фестивалі комедії в Галіфаксі, а також у серії комедійних передач «The Debaters» на радіо CBC.
У 2015 році він почав зніматися в Still Standing для телебачення CBC.
Він був співведучим 6-ї церемонії вручення нагород Canadian Screen Awards разом з Еммою Гантер.

## Фільмографія

### Фільми
| Рік  | Українська назва    | Оригінальна назва   | Роль      |
| ---- | ------------------- | ------------------- | --------- |
| 2006 | Молодий Тріффі      | Young Triffie       | Біллі Хед |
| 2009 | Зростання кінозірки | Grown Up Movie Star | Стюарт    |
| 2012 | Зворушливий день    | Moving Day          | Денніс    |
| 2013 | Me2                 | Me2                 | Me2       |

### Телебачення
| Рік       | Українська назва            | Оригінальна назва                  | Роль                     |
| --------- | --------------------------- | ---------------------------------- | ------------------------ |
| 2006      |                             | Hatching, Matching and Dispatching | Трой Фурей               |
| 2006      | Скеч з Кевіном Макдональдом | Sketch with Kevin McDonald         | Веріос                   |
| 2008-2021 | Розслідування Мердока       | Murdoch Mysteries                  | Констебль Джордж Крептрі |
| 2011      | Справа Дойлів               | Republic of Doyle                  | Бред Бабкук              |
| 2011      | Комедія зараз!              | Comedy Now!                        |                          |
| 2012      | Той, що читає думки         | The Listener                       | Томмі Нордет             |

### Інше
| Рік       | Українська назва              | Оргиінальна назва            | Роль                        |
| --------- | ----------------------------- | ---------------------------- | --------------------------- |
| 2009-2012 | Фестиваль комедії у Галфаксі  | The Ha!ifax Comedy Fest      | Сценарист                   |
| 2010      | Фестиваль комедії у Вінніпезі | CBC Winnipeg Comedy Festival | Сценарист                   |
| 2010      | Брайтон Рок                   | Brighton Rock                | Керівник художнього відділу |
| 2015-2016 |                               | Still Standing               | Сценарист, продюсер         |

## Відзнаки
| Рік  | Премія                         | Результат | Номінація                                                                                       | Примітки              |
| ---- | ------------------------------ | --------- | ----------------------------------------------------------------------------------------------- | --------------------- |
| 2008 | Джеміні                        | Номінація | Найкращий актор другорядної ролі в драматичному серіалі                                         | Розслідування Мердока |
| 2009 | Джеміні                        | Номінація | Найкращий актор другорядної ролі в драматичному серіалі                                         | Розслідування Мердока |
| 2016 | Канадська телевізійна нагорода | Номінація | Найкращий продюсер у програмі або серіалі «Стиль життя», «Обговорення» або «Розважальні новини» | Still Standing        |
| 2016 | Канадська телевізійна нагорода | Номінація | Найкращий продюсер у програмі або серіалі «Стиль життя», «Обговорення» або «Розважальні новини» | Still Standing        |
| 2017 | Канадська телевізійна нагорода | Перемога  | Найкращий продюсер у програмі або серіалі «Стиль життя», «Обговорення» або «Розважальні новини» | Still Standing        |
| 2017 | Канадська телевізійна нагорода | Перемога  | Найкращий продюсер у програмі або серіалі «Стиль життя», «Обговорення» або «Розважальні новини» | Still Standing        |